# وامبیژتسه
وامبیژتسه (به لاتین: Wambierzyce) یک روستا در لهستان است که در گمینا رادکوو (استان سیلزی سفلی) واقع شده‌است. وامبیژتسه ۴۱۰ متر بالاتر از سطح دریا واقع شده‌است.